# República de Tamrash

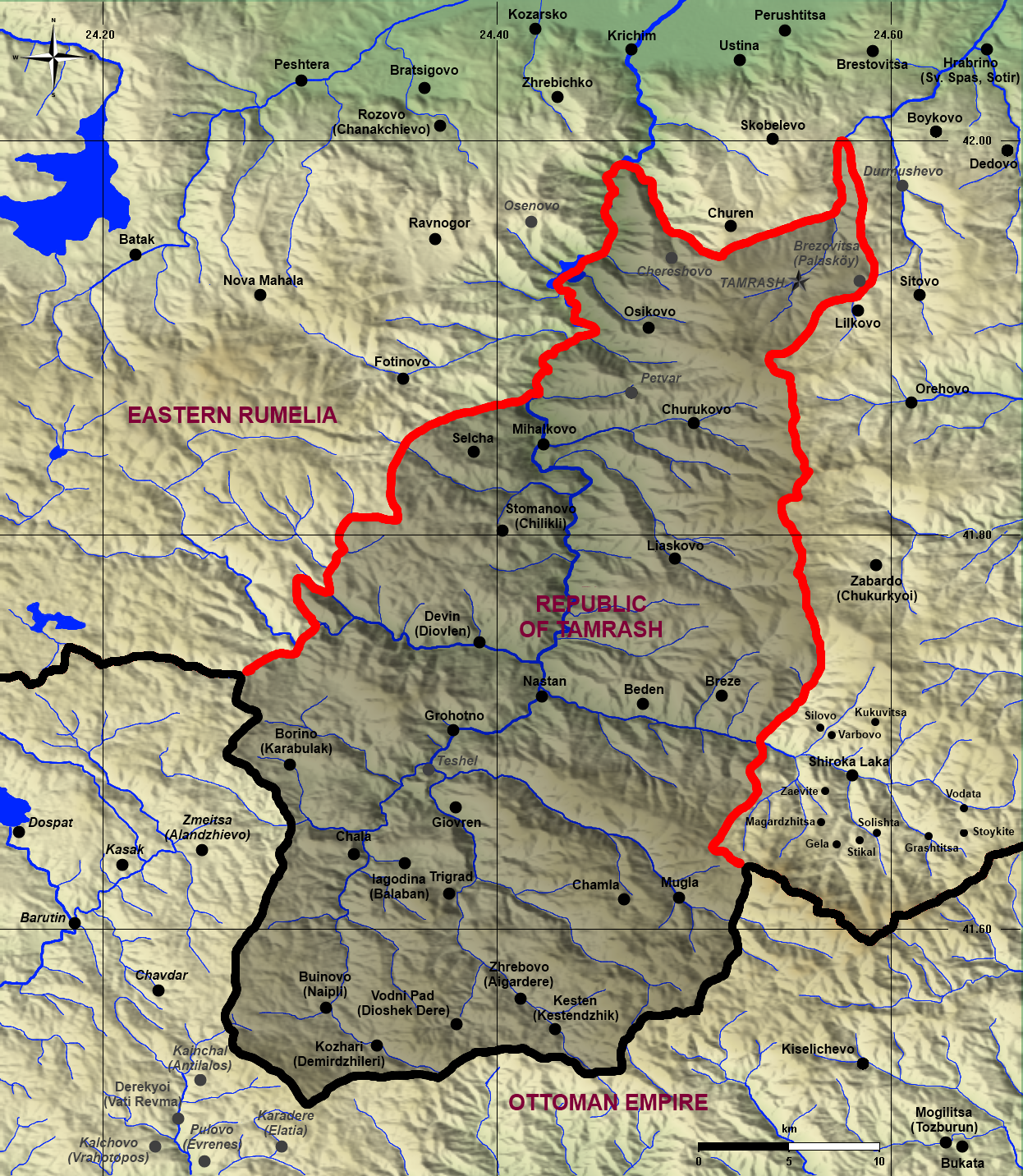
Mapa de la República de Tamrash.

La República de Tamrash en el entorno de los Balcanes orientales.

República de Tamrash (en búlgaro: Тъмръшка република, Tǎmrǎška republika), también llamada República Pomaca, fue una estructura administrativa autónoma de corta duración de los pomacos (búlgaros musulmanes). Se trató de la tentativa de organización separatista de los pomacos de la región de Tămrăš, en las montañas de los Ródopes centrales, después de la institución por el Congreso de Berlín en 1878 de dos estados en los territorios de la moderna Bulgaria: el Principado de Bulgaria y la Rumelia Oriental. Comprendía entre diecisiete y veintiuna aldeas «rebeldes» (непокорните села) y existió entre 1878 y 1886.
Existió hasta 1886, cuando la Rumelia Oriental fue incorporada al principado de Bulgaria.